# Wahlkreis Speyer
Der Wahlkreis Speyer (Wahlkreis 39, bis zur Landtagswahl 2016 noch Wahlkreis 38) ist ein Landtagswahlkreis in Rheinland-Pfalz. Er umfasst neben der kreisfreien Stadt Speyer die verbandsfreie Stadt Schifferstadt und die Verbandsgemeinde Römerberg-Dudenhofen, die dem Rhein-Pfalz-Kreis angehören.

## Wahl 2021
Bei der Landtagswahl 2021 vom 14. März 2021 entfielen im Wahlkreis auf die einzelnen Wahlvorschläge:
| Direktkandidaten | Partei           | Wahlkreisstimmen in % | Landesstimmen in % |
| ---------------- | ---------------- | --------------------- | ------------------ |
| Walter Feiniler  | SPD              | 26,2                  | 34,3               |
| Michael Wagner   | CDU              | 27,6                  | 25,1               |
| Benjamin Haupt   | AfD              | 9,5                   | 9,6                |
| Uta Mattern      | FDP              | 5,7                   | 5,7                |
| Anne Spiegel     | Grüne            | 18,5                  | 12,4               |
| Kim Brinkmann    | Die Linke        | 3,7                   | 2,8                |
| Patrick Kunz     | Freie Wähler     | 6,5                   | 3,8                |
| –                | Piraten          | –                     | 0,6                |
| –                | ÖDP              | –                     | 0,7                |
| Jonas Wittner    | Klimaliste       | 2,3                   | 0,9                |
| –                | Die PARTEI       | –                     | 1,1                |
| –                | Tierschutzpartei | –                     | 1,9                |
| –                | Volt             | –                     | 1,1                |

## Wahl 2016
Zur Wahl vom 13. März 2016 sind im Wahlkreis zugelassen worden:
| Direktkandidaten                  | Partei       | Wahlkreisstimmen | Landesstimmen |
| --------------------------------- | ------------ | ---------------- | ------------- |
| Walter Feiniler                   | SPD          | 28,7 %           | 32,9 %        |
| Reinhard Oelbermann               | CDU          | 30,5 %           | 28,6 %        |
| Anne Spiegel                      | GRÜNE        | 10,4 %           | 7,3 %         |
| Uta Mattern                       | FDP          | 5,6 %            | 6,2 %         |
| Aurel Popescu                     | DIE LINKE    | 3,6 %            | 3,0 %         |
| Reinhard Mohler                   | Freie Wähler | 5,5 %            | 3,2 %         |
| Klaus Neubauer                    | REP          | 1,0 %            | 0,7 %         |
| Benjamin Haupt                    | AfD          | 14,7 %           | 15,5 %        |
| –                                 | Sonstige     | –                | 2,6 %         |
| Wahlberechtigte: 67.085 Einwohner |              |                  |               |
| Wahlbeteiligung: 71,5 %           |              |                  |               |

## Wahl 2011
Die Ergebnisse der Wahl zum 16. Landtag Rheinland-Pfalz vom 27. März 2011:
| Direktkandidaten                  | Partei       | Wahlkreisstimmen | Landesstimmen |
| --------------------------------- | ------------ | ---------------- | ------------- |
| Friederike Franziska Ebli         | SPD          | 33,2 %           | 32,6 %        |
| Axel Wilke                        | CDU          | 36,7 %           | 34,3 %        |
| Karen Lill                        | FDP          | 3,9 %            | 3,6 %         |
| Anne Spiegel                      | GRÜNE        | 17,1 %           | 19,3 %        |
| Sebastian Frech                   | DIE LINKE    | 3,0 %            | 2,8 %         |
| Klaus Neubauer                    | REP          | 2,7 %            | 2,0 %         |
| Claus Ableiter                    | Freie Wähler | 3,4 %            | 2,7 %         |
| –                                 | Sonstige     | –                | 2,7 %         |
| Wahlberechtigte: 66.859 Einwohner |              |                  |               |
| Wahlbeteiligung: 61,7 %           |              |                  |               |

- Axel Wilke (CDU) wurde direkt gewählt.[6]
- Friederike Franziska Ebli (SPD) wurde über die Landesliste (Listenplatz 23) gewählt.[7]
- Anne Spiegel (GRÜNE) wurde über die Landesliste (Listenplatz 3) gewählt.[7]

## Wahl 2006
Die Ergebnisse der Wahl zum 15. Landtag Rheinland-Pfalz vom 26. März 2006:
| Direktkandidaten                  | Partei   | Wahlkreisstimmen | Landesstimmen |
| --------------------------------- | -------- | ---------------- | ------------- |
| Friederike Franziska Ebli         | SPD      | 41,2 %           | 42,2 %        |
| Axel Wilke                        | CDU      | 39,1 %           | 33,0 %        |
| Jürgen Creutzmann                 | FDP      | 6,1 %            | 6,8 %         |
| –                                 | GRÜNE    | –                | 7,0 %         |
| Claus Ableiter                    | FWG      | 5,0 %            | 2,5 %         |
| Steffen Lange                     | REP      | 4,1 %            | 3,4 %         |
| Walter Konrad                     | ödp      | 1,1 %            | 0,4 %         |
| Wolfgang Förster                  | WASG     | 3,3 %            | 2,4 %         |
| –                                 | Sonstige | –                | 2,2 %         |
| Wahlberechtigte: 65.988 Einwohner |          |                  |               |
| Wahlbeteiligung: 57,8 %           |          |                  |               |

- Friederike Franziska Ebli (SPD) wurde direkt gewählt.[8]
- Axel Wilke (CDU) wurde über die Landesliste (Listenplatz 35) gewählt.[10]
- Jürgen Creutzmann (FDP) wurde über die Bezirksliste (Bezirk 2, Listenplatz 1) gewählt.[10]